# Shuangjiangkou
Le Shuangjiangkou (chinois simplifié : 双江口镇 ; chinois traditionnel : 雙江口鎮 ; pinyin : Shuāngjiāngkǒu Zhèn) est un bourg du ville de Ningxiang dans la province du Hunan en Chine. Il est entouré par les sous-districts de Chengjiao et Jinghuapu à l'ouest, par les bourgs de Jinzhou et Lijingpu au sud-est, par le district de Wangcheng au nord-est et par le bourg de Henglongqiao au nord-ouest. En date du recensement de 2015, il avait une population de 82,000 habitants et une superficie de 155 km2.

## Histoire
En décembre 2015, le canton de Zhuliangqiao (chinois : 朱良桥乡) a été fusionné dans le bourg de Shuangjiangkou.

## Administration territoriale
Il comprend 4 communautés et 20 villages:
- Shuangjiangkou (双江口社区)
- Xinxiang (新香社区)
- Shuangfu (双福社区)
- Baiyu (白玉社区)
- Gaotiansi (高田寺村)
- Shuangdong (双东村)
- Shuangqing (双青村)
- Shuangjiangkou (双江口村)
- Shanyuan (山园村)
- Wuyi (五一村)
- Tanshuwan (檀树湾村)
- Changlian (长联村)
- Yangliuqiao (杨柳桥村)
- Changxing (长兴村).
- Zuojiashan (左家山村)
- Zhuliangqiao (朱良桥村)
- Xinyan (新颜村)
- Chaziqiao (槎梓桥村)
- Lianhuashan (莲花山村)
- Luoxiangxin (罗巷新村)
- Yunji (云济村)
- Xingjia (兴桂村)
- Nantang (南塘村)
- Tangui (檀桂村)

## Géographie
La rivière Wei, connue sous le nom de "rivière mère" et un affluent de la rivière Xiang, traverse le bourg.

## Économie
Le raisin est important pour l'économie.

## Éducation
- Ningxiang No. 11 High School

## Transport
Le bourg est relié à deux autoroutes: l'autoroute Changchang et l'autoroute Jinzhou.

## Personnes notables
- Zhou Fengjiu (周凤九), scientifique.